# Haus des Gastes (Mörnsheim)
Das Haus des Gastes in Mörnsheim in der Marktstraße 10 ist unter Aktennummer D-1-76-148-8 in der Denkmalliste Bayern eingetragen.

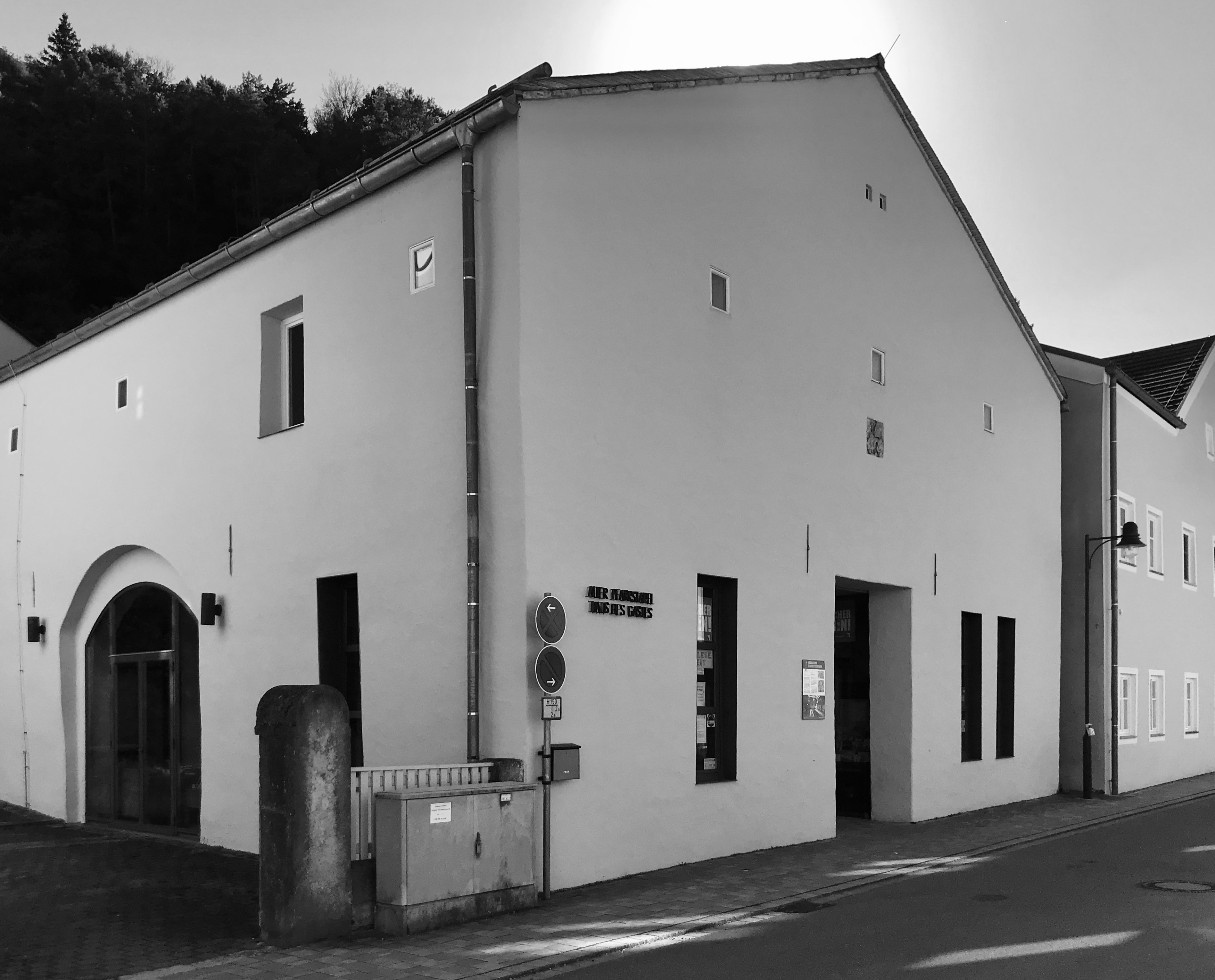
Haus des Gastes

## Geschichte und Architektur
Der massive und langgestreckte Bau aus verputztem Bruchsteinmauerwerk besitzt ein flachgeneigtes Jurakalkplattendach und stammt aus dem Jahr 1604. Dieser Bau der Pfarrei als Scheune für die Landwirtschaft. Der Dachstuhl besteht aus handgebeilten Balken. Der Pfarrstadel ist ein charakteristischer Bau der Altmühl-Jura-Bauweise. Zwischenzeitlich diente das Gebäude als Abstellraum für landwirtschaftliches Gerät. In den Jahren von 1985 bis 1988 wurde die Pfarrscheune durch Wilhelm Kücker zusammen mit den Bauingenieuren Martinka + Grad revitalisiert und mit einem Erweiterungsbau versehen. Ein Oberlicht bringt Tageslicht in den Saal und als Dacheindeckung wurden Solnhofer Platten verwendet. Der südliche Teil wurde wegen Baufälligkeit abgebrochen und neu aufgebaut.

## Baudenkmal
Der ehemalige Pfarrstadel steht unter Denkmalschutz und ist im Denkmalatlas des Bayerischen Landesamtes für Denkmalpflege und in der Liste der Baudenkmäler in Mörnsheim eingetragen.